# علم جزر أولاند

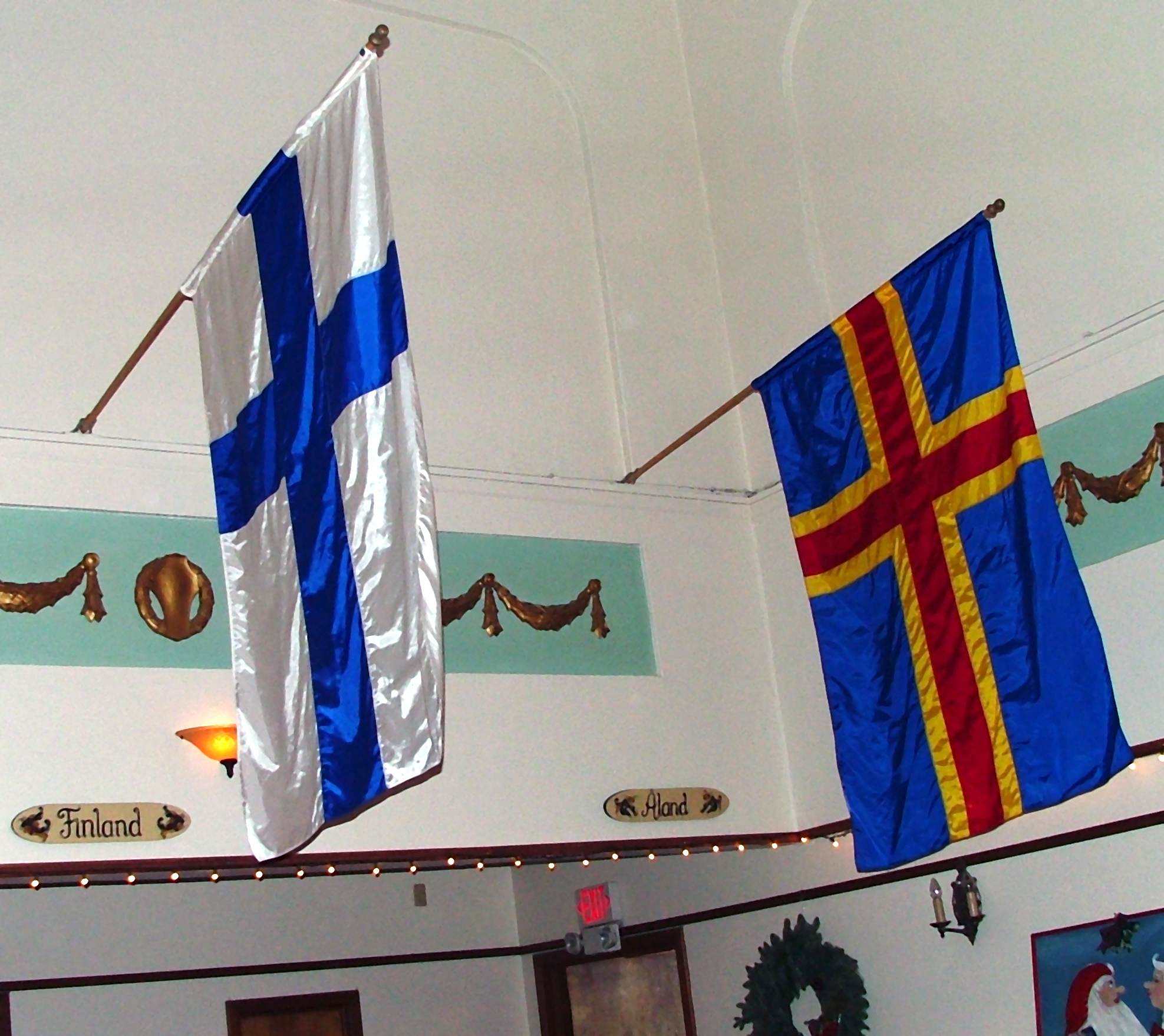
علم أولاند معلق مع علم فنلندا.

علم جزر أولاند ( (بالسويدية: Ålands flagga)‏ ) عبارة عن صليب شمالي أصفر أو ذهبي مع صليب أحمر آخر بداخله على خلفية زرقاء مع تحول الشريط العمودي نحو جانب الرافعة. والمقصود منه أن يشبه العلم السويدي المشوه بصليب أحمر يرمز إلى فنلندا. تم اعتماد العلم رسميًا على أنه علم جزر أولاند في عام 1954 وتم رفعه لأول مرة في ماريهامن في 3 أبريل 1954. قبل الاستقلال الذاتي، كانت قبيلة غير رسمية ثنائية اللون من الأزرق والأصفر والأزرق قيد الاستخدام حتى أصبحت غير قانونية في عام 1935.

## تاريخ تصميم العلم
عندما حصلت فنلندا على استقلالها عن روسيا في عام 1917، خشي العديد من سكان جزر أولاندر من أن يفقدوا ثقافتهم ولغتهم السويدية مما أدى إلى قيام السكان الأصليين بحركة للاتحاد مع السويد. أدى ذلك إلى قيام فنلندا والسويد وروسيا بمناشدة عصبة الأمم، التي قررت لصالح حكم أولاند الذاتي. ابتداءً من أوائل العشرينات من القرن الماضي، استخدم أولاند بشكل غير رسمي علمًا ثلاثي الألوان باللونين الأزرق والأصفر حتى تم حظره في عام 1935 من قبل الحكومة الفنلندية. في عام 1952، أعطت قوانين جديدة في أولاند الحق في صنع علمها الخاص ورفض الرئيس علمًا مقترحًا يشبه العلم السويدي بداخله صليب أزرق. انتهى التصميم النهائي ليكون أول نموذج مقترح بداخله صليب أحمر لتمثيل فنلندا.

## الألوان
| نموذج اللون | أزرق                       | الأصفر         | أحمر                      |
| ----------- | -------------------------- | -------------- | ------------------------- |
| RGB         | 0-100-174                  | 255-211-0      | 219-15-22                 |
| HEX         | # 0064 م                   | # FFD300       | # DA0E15                  |
| CMYK        | 100-54-2-0                 | 0-16-100-0     | 6-100-100-0               |
| بانتون      | 2945 درجة مئوية / 300 وحدة | 116 ج / 109 يو | 186 درجة مئوية / 185 وحدة |

## معرض الصور

Flags of Åland
العلم غير الرسمي من عام 1921 إلى عام 1954
العلم الأصلي المقترح لأولاند

## أنظر أيضا
- أرض
- يوم الحكم الذاتي لأولاند
- شعار أولاند
- تاريخ جزر أولاند

## الروابط الخارجية
- Flag of Åland at Flags of the World
- Flags of Åland Island

 جزر أولاند